# Preguiça-de-coleira
A preguiça-de-coleira, preguiça-preta (nome científico: Bradypus torquatus), também chamada aipixuna, aí-pixuna, aí-igapó é uma das quatro espécies do gênero brádipo (preguiça-de-três-dedos), endêmica na Mata Atlântica, no Brasil, principalmente nos estados da Bahia, Espírito Santo e Rio de Janeiro. Tais animais, ameaçados de extinção, têm pelagem castanha e nuca com longos pelos negros, formando uma espécie de crina. Não são conhecidas subespécies.

## Etimologia
Preguiça-de-coleira e preguiça-preta são referências à mancha escura em sua nuca, que se assemelha a uma coleira. Aipixuna e aí-pixuna vêm da junção dos termos tupis a'i, "bicho-preguiça" e pi'xuna, "preto".

## Distribuição e habitat
A preguiça-de-coleira agora é encontrada apenas na Mata Atlântica da costa sudeste do Brasil, embora também tenha sido encontrada mais ao norte. Foi identificada predominantemente em florestas perenes, embora, sendo capaz de comer uma grande variedade de folhas, também possa habitar florestas semideciduais e secundárias. É normalmente encontrada em climas quentes e úmidos sem nenhuma estação seca e com precipitação anual de pelo menos 120 centímetros (47 polegadas).

## Anatomia e morfologia
A preguiça-de-coleira recebe seu nome por causa de uma crina de pelo preto que desce pelo pescoço e pelos ombros. A crina é geralmente maior e mais escura nos machos do que nas fêmeas e, neste último, pode ser reduzida a um par de longos tufos. Além da crina, o pelo é relativamente uniforme em cor e, em particular, os machos não têm a mancha de pelo brilhante encontrada nas costas de outras preguiças intimamente relacionadas. A pelagem do corpo dos adultos é marrom-acinzentada. Os filhotes e juvenis apresentam pelagens que variam do branco ao marrom-claro, sendo ausente a mancha característica da espécie. A coloração deste e das demais espécies de preguiça podem ficar esverdeadas devido à presença de algas simbiontes que vivem em suas pelagens. Além destas, se encontram em sua pelagem ácaros, carrapatos, besouros e mariposas, os chamados artrópodes associados.
Os machos adultos têm um comprimento total da cabeça e do corpo de 55 a 72 centímetros (22 a 28 polegadas), com uma cauda de cerca de 5 centímetros (2,0 polegadas) de comprimento e um peso de 4,0 a 7,5 quilogramas (8,8 a 16,5 libras). As fêmeas são geralmente maiores, medindo 55 a 75 centímetros (22 a 30 pol.) E pesando 4,5 a 10,1 quilogramas (9,9 a 22,3 libras). A cabeça pequena da preguiça-de-coleira apresenta aurículas cobertas de pele e olhos orientados à parte anterior, geralmente cobertos por uma máscara de cabelo preto. Os lados do rosto e do pescoço apresentam pelos longos cobrindo os pelos curtos do focinho. As vibrissas faciais são esparsas.
O crânio possui um longo bico mandibular pré dental, os flanges pterigoides são alongados, e os seios pterigoideos são inflados, a nasofaringe anterodorsal tem mais de um par de forames; os dentes são comprimidos anteroposteriormente. Possuem cinco molares superiores, quatro molares inferiores, além da ausência de incisivos, caninos e pré-molares. Como todas as outras preguiças, tem muito pouca massa muscular em comparação com outros mamíferos de seu tamanho. É essa massa muscular reduzida que permite que se pendure em galhos mais finos. Não apresentam grande dimorfismo sexual, fazendo com que nem sempre seja possível diferenciar os sexos apenas através de morfologia externa.

## Ecologia e comportamento
As preguiças-de-coleira são animais diurnos solitários, com exceção do período de reprodução e da mãe com seu filhote, passando de 60 a 80% do dia dormindo, com o resto mais ou menos dividido igualmente entre alimentação e locomoção. As preguiças dormem nas virilhas das árvores ou penduradas nos galhos pelas pernas e enfiando a cabeça entre as patas dianteiras.
São folívoros e se alimentam exclusivamente de folhas de árvores e cipós, especialmente de embaúba (cecropia). Embora animais individuais pareçam preferir folhas de determinadas espécies de árvore, a espécie como um todo é capaz de se adaptar a uma ampla variedade. As folhas mais novas são preferíveis às mais velhas, e as folhas das árvores são preferíveis às folhas de cipó. Verificou-se que alguns indivíduos viajaram dentro duma área residencial de 0,5 a 6 hectares (1,2 a 14,8 acres), com densidades populacionais estimadas de 0,1 a 1,25 por hectare (0,040 a 0,506 / acre).
Raramente as preguiças-de-coleira descem das árvores porque, quando estão em uma superfície plana, não conseguem ficar em pé e andar, podendo apenas se arrastar com as patas dianteiras e as garras. Viajam para o solo apenas para defecar ou se mover entre as árvores, quando não podem fazê-lo por meio dos galhos. As principais defesas da preguiça são permanecer imóvel e atacar com suas garras. Podem nadar bem, mas não se move bem no solo.

### Reprodução e ciclo de vida
Embora alguns relatórios indiquem que as preguiças-guará são capazes de procriar durante todo o ano, outros observaram que a maioria dos nascimentos ocorre entre fevereiro e abril. A mãe dá à luz a apenas um filhote, que inicialmente pesa cerca de 300 gramas e não tem a crina característica dos adultos. Os jovens começam a ingerir alimentos sólidos com duas semanas e são totalmente desmamados por volta dos dois a quatro meses de idade. Os jovens deixam a mãe entre nove e onze meses de idade. Embora sua expectativa de vida não tenha sido estudada em detalhes, foi relatado que eles viveram por pelo menos doze anos.

## Conservação
É considerada uma espécie vulnerável pelo Livro Vermelho da Fauna Brasileira Ameaçada de Extinção. A ocorrência desta espécie de preguiça somente em alguns remanescentes de Mata Atlântica no Brasil (Bahia, Espírito Santo e Rio de Janeiro), aliada à fragmentação e a destruição deste habitat pela ação antrópica, vem aumentando seu risco de extinção. Conforme a Lista Vermelha da União Internacional para a Conservação da Natureza (UICN / IUCN) (2010), a espécie está classificada na categoria "vulnerável". Também foi classificada em 2005 como em perigo na Lista de Espécies da Fauna Ameaçadas do Espírito Santo; em 2014, como vulnerável na Portaria MMA N.º 444 de 17 de dezembro de 2014; em 2017, como vulnerável na Lista Oficial das Espécies da Fauna Ameaçadas de Extinção do Estado da Bahia; e em 2018, como vulnerável no Livro Vermelho da Fauna Brasileira Ameaçada de Extinção do Instituto Chico Mendes de Conservação da Biodiversidade (ICMBio) e como criticamente em perigo na Lista das Espécies da Fauna Ameaçadas de Extinção no Estado do Rio de Janeiro. As principais ameaças à conservação da espécie são a degradação por desmatamento à produção de carvão vegetal, plantações e pastagens de gado, a caça ilegal, a fragmentação de habitats leva a uma variabilidade genética reduzida, e devido ás grandes dimensões de áreas de vida fragmentos comumente não apresentam indivíduos suficientes para manter populações viáveis.